# Дегтярево (Тюменская область)
Дегтярево — село в Тобольском районе Тюменской области России. Административный центр Дегтяревского сельского поселения.

## География
Село находится на берегу реки Тобол.

### Часовой пояс
Село Дегтярево, как и вся Тюменская область, находится в часовой зоне МСК+2. Смещение применяемого времени относительно UTC составляет +5:00.

## Население
| 2010 |
| ---- |
| 309  |

## Улицы
- ул. Новая,
- ул. Рабочая,
- ул. Сосновая,
- ул. Центральная.